# Cappella della Purità

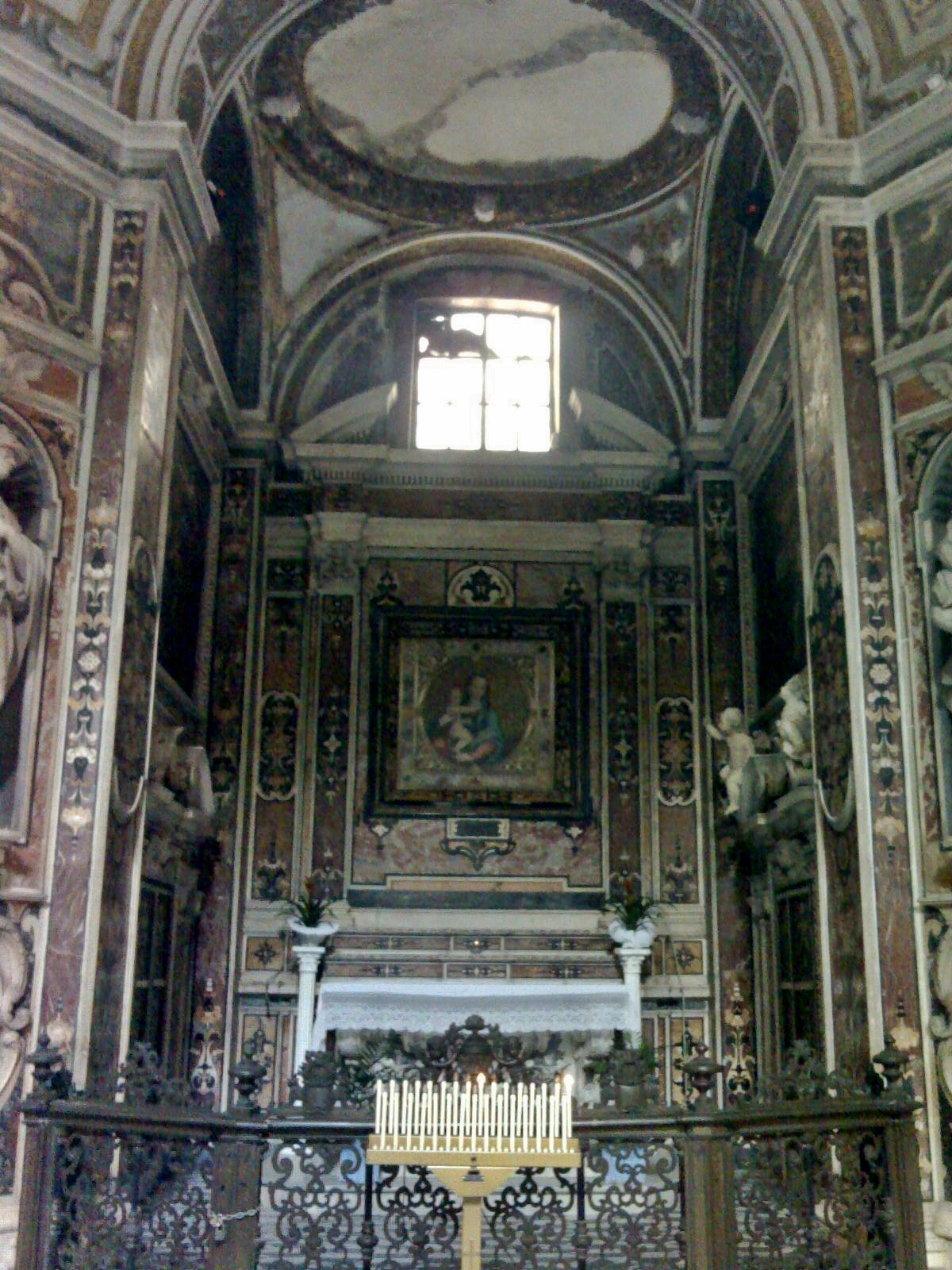
La cappella

La cappella della Purità è una cappella barocca della basilica di San Paolo Maggiore di Napoli.
Costituisce una delle più riuscite espressioni del barocco napoletano, per la quale lavorarono alcuni dei più importanti artisti locali, tra cui Dionisio Lazzari, Giovan Domenico Vinaccia e Arcangelo Guglielmelli per i progetti decorativi, Pacecco De Rosa e Massimo Stanzione per le pitture, e infine Andrea Falcone e la sua cerchia per le sculture.

## Storia
La cappella fu costruita ex novo dai padri Teatini per ospitare il dipinto che il sacerdote e nobile napoletano Diego de Bernardo y Mendoza donò ai chierici nel 1641. La tavola in questione è quella della Madonna della Purità di Luis de Morales, preziosa opera cinquecentesca venerata dalla famiglia Mendoza già da tempo, in quanto considerata miracolosa.

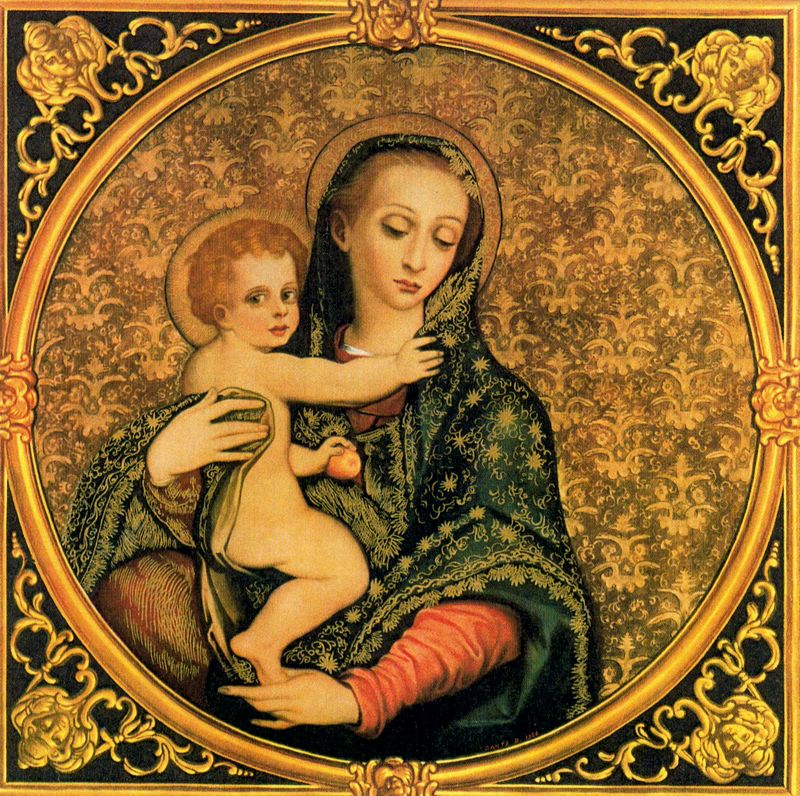
Madonna della Purità, Luis de Morales

Anche se scarseggiano le informazioni sul suo conto, dalle fonti antiche pare che don Diego fosse una personalità ben radicata nella società napoletana. Questi era ultimo discendente di una nobile famiglia calabrese, duchi di Bernauda, che si imparentò con una famiglia spagnola, i Mendoza. Risulta registrato come membro della congregazione delle Apostoliche Missioni e come governatore della Compagnia dei Bianchi della Giustizia.
Il Mendoza donò il dipinto a due condizioni: che i Teatini fornissero o costruissero una cappella all'interno della loro chiesa e che facessero ogni sforzo per propagare la venerazione di questa immagine. Il culto della Madonna della Purità pertanto si diffuse ben presto da Roma, dove nella basilica di Sant'Andrea della Valle si consacrò una cappella a lei dedicata con una copia del dipinto napoletano, fin anche a tutto il sud Italia. Ci vollero invece circa 40 anni per completare il rivestimento della nuova cappella e del vestibolo che ne anticipa l'ingresso.
Grazie al gran numero di documenti (contratti e anche lettere) conservati nell'Archivio di Stato di Napoli, si sa che don Diego de Bernardo ebbe un interesse particolarmente attivo per la decorazione della cappella e del vestibolo: contrattualizzò in prima persona gli artisti chiamati a operare al suo interno, tenne schizzi preparatori per il rivestimento marmoreo dei pilastri (oggi perduti), contribuì continuamente con denaro e raccolse donazioni per terminare la decorazione.
I primi interventi nella cappella li eseguì il marmoraro Francesco Valentini nel 1641. Allo stesso giro di anni (1641-1647) risalgono le tele nelle pareti laterali della cappella riferite alle storie della Vergine, di cui due a taglio orizzontale di Massimo Stanzione, il Riposo durante la fuga in Egitto e la Concezione della Vergine, che realizzò nella cupola anche il ciclo di affreschi con l'Incoronazione di Maria (oggi perduta), mentre le due nelle lunette laterali sono di Pacecco De Rosa, Nascita della Vergine e Presentazione al Tempio. Completati questi primi interventi, nel 1647 la Madonna della Purità divenne ufficialmente patrona dell'ordine religioso.

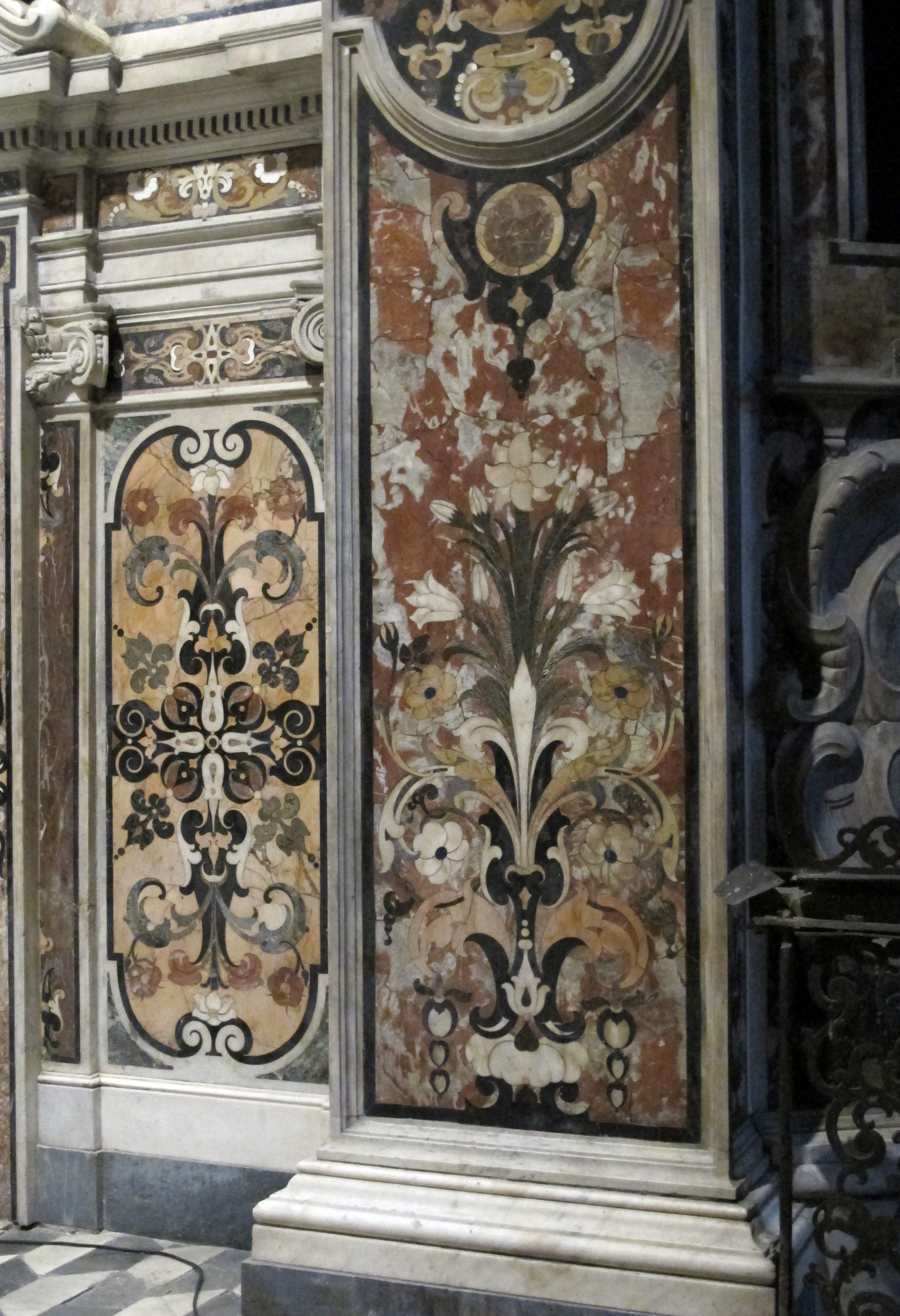
Dettaglio dei marmi commessi

Nel 1652 viene intanto chiamato Andrea Falcone per la realizzazione di alcuni putti da collocare a coppie di due nelle tre pareti della cappella, di cui quelli nella parete sinistra furono trafugati nel tempo, i due sul timpano della parete frontale sono con ogni probabilità ricollocati in un altro luogo della chiesa (verosimilmente identificabili con i due che oggi sono nell'antisacrestia), mentre i due superstiti nella parete destra sembrano stilisticamente uno di ambito bolgiano e solo l'altro (quello disteso) del Falcone. Nel 1656 a peste finita furono invece avviati interventi ad opera di Pier Antonio Valentini (figlio di Francesco) e Bartolomeo Mori: i due realizzarono i parati marmorei dei due pilastri esterni della cappella con l'apertura delle nicchie destinate ad ospitare due delle quattro virtù del vestibolo (la Temperanza e la Prudenza). Le due allegorie sembra siano state realizzate da Andrea Falcone intorno al 1667, anche se parte della critica si divide circa la prima assegnandola a Bartolomeo Mori.
La cappella venne consacrata al culto nel 1672, di cui ne è testimonianza l'iscrizione entro un cartiglio marmoreo che decora un lato di uno dei pilastri, dove si elogia Innico Caracciolo, l'allora arcivescovo di Napoli. Due anni dopo il Mendoza muore e dichiara erede universale della proprietà i padri Teatini di San Paolo Maggiore.
Tutti i parati decorativi in marmi commessi del vestibolo e della cappella furono completati fino a quel momento sotto la supervisione di Dionisio Lazzari solo nel 1681. A Bartolomeo Ghetti fu affidata la parte sullo zoccolo e il pavimento marmoreo della cappella, mentre a Giovan Domenico Vinaccia spettò il disegno della cancellata in ottone che ne delimita l'accesso, realizzato poi da Giuseppe Allegro. Il Vinaccia successe al Lazzari dopo la sua morte e sovrintese tra il 1693 e fino al 1695 (quando morì anch'egli) i lavori, con la realizzazione degli ultimi marmi commessi compiuti da Gaetano Sacco. Successivamente seguì il cantiere Arcangelo Guglielmelli che ultimó i lavori fino al loro completamento.
Nel 1704 vennero estesi i rivestimenti marmorei degli altri due pilastri "mancanti" nel vestibolo con l'apertura delle altre due nicchie destinate a custodire le due virtù della Fortezza e della Giustizia. In questa fase gli interventi furono realizzati da Nicola Tammaro, mentre le sculture, datate sempre 1704, furono compiute da Nicola Mazzone, allievo del Falcone, il quale completò quella incompiuta e solamente iniziata dal maestro, ritraente la Giustizia (non terminata per decesso del Falcone nel 1701), di cui eseguì anche gli emblemi decorativi sopra e sottostanti la nicchia, mentre realizzò di propria mano quella della Fortezza (comunque sempre su modello in stucco lasciato dal maestro).

## Descrizione

### Il vestibolo
Il vestibolo che anticipa la cappella è in connessione con il culto della Madonna della Purità. Nella fattispecie, oltre ai parati marmorei che costituiscono un continuum stilistico della cappella vera e propria, questo è decorato con quattro nicchie che si aprono sulle colonne portanti, dove sono collocate le statue delle virtù cardinali. Sopra e sotto ognuna di esse sono raffigurati simboli e citazioni che specificano il contenuto semantico dell'allegoria cui si riferiscono (le decorazioni inferiori, nello specifico, sono inserite entro dei cartigli marmorei), i cui temi iconografici sono tratti da passi mariani.
Le quattro allegorie furono compiute in due momenti diversi da Andrea Falcone e da collaboratori della sua cerchia, quindi Bartolomeo Mori e da Nicola Mazzone, che le progettarono secondo la norma comune che venne codificata con l'Iconologia di Cesare Ripa.

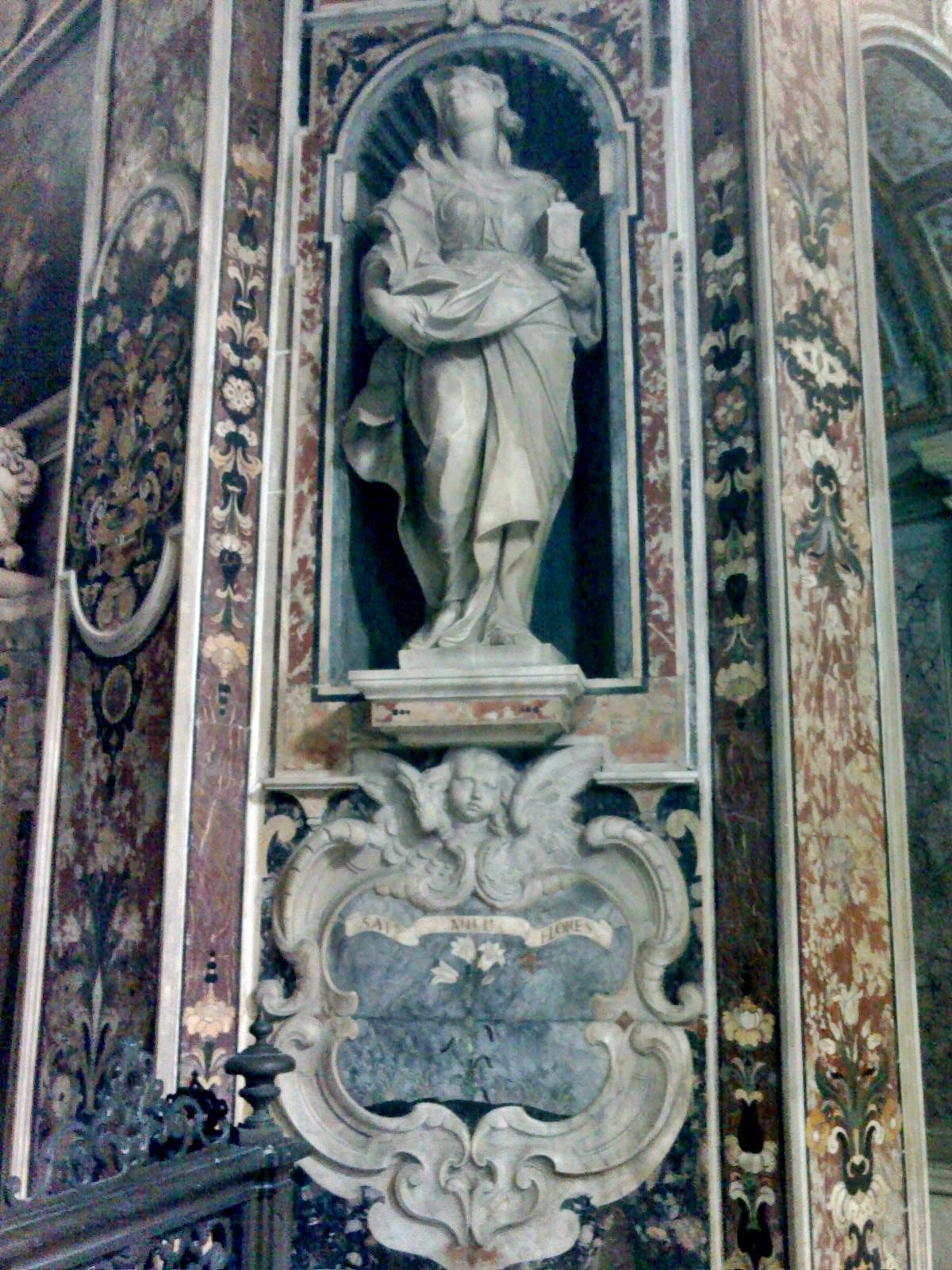
Temperanza (1667), Bartolomeo Mori o Andrea Falcone
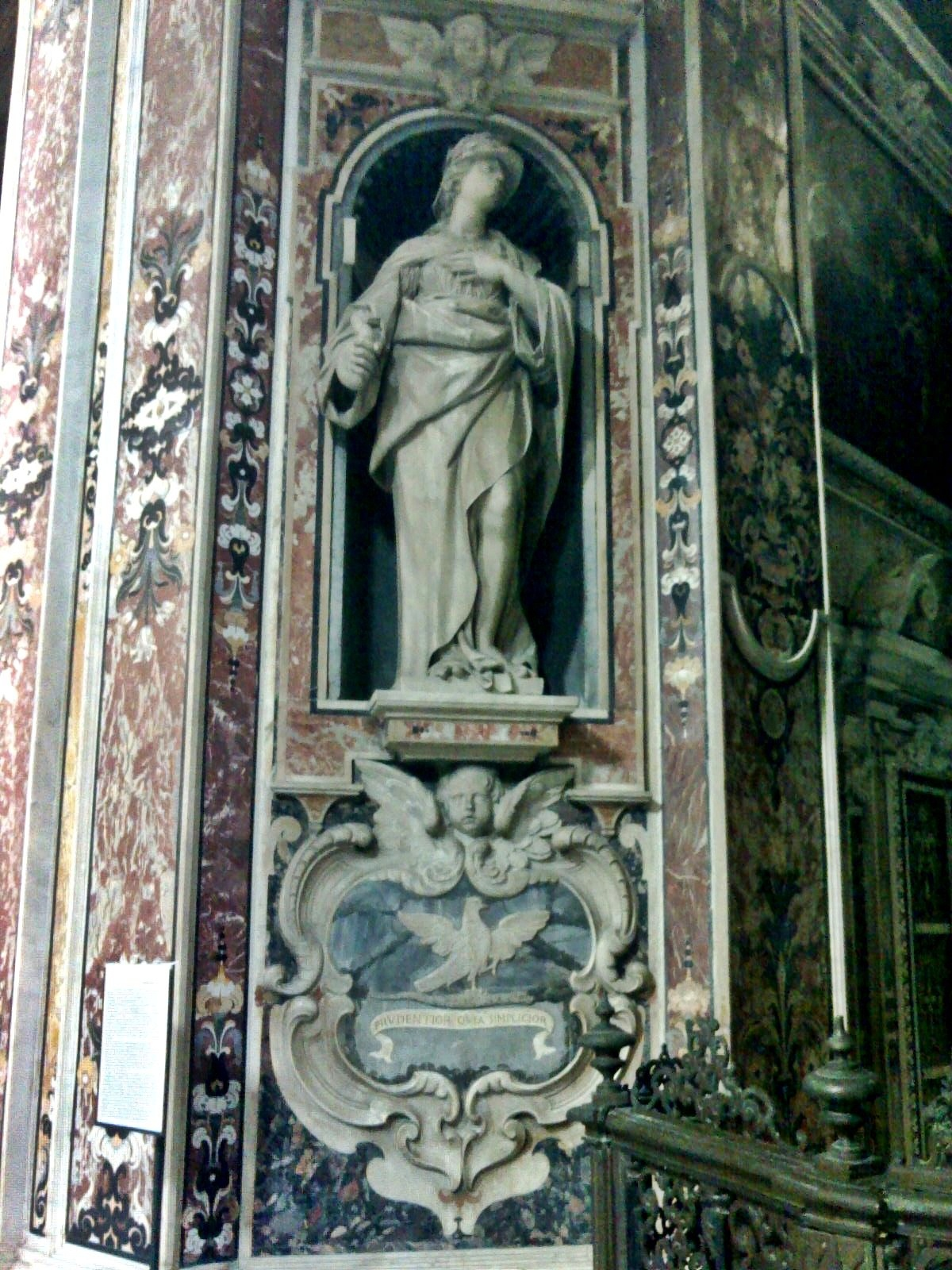
Prudenza (1667), Andrea Falcone
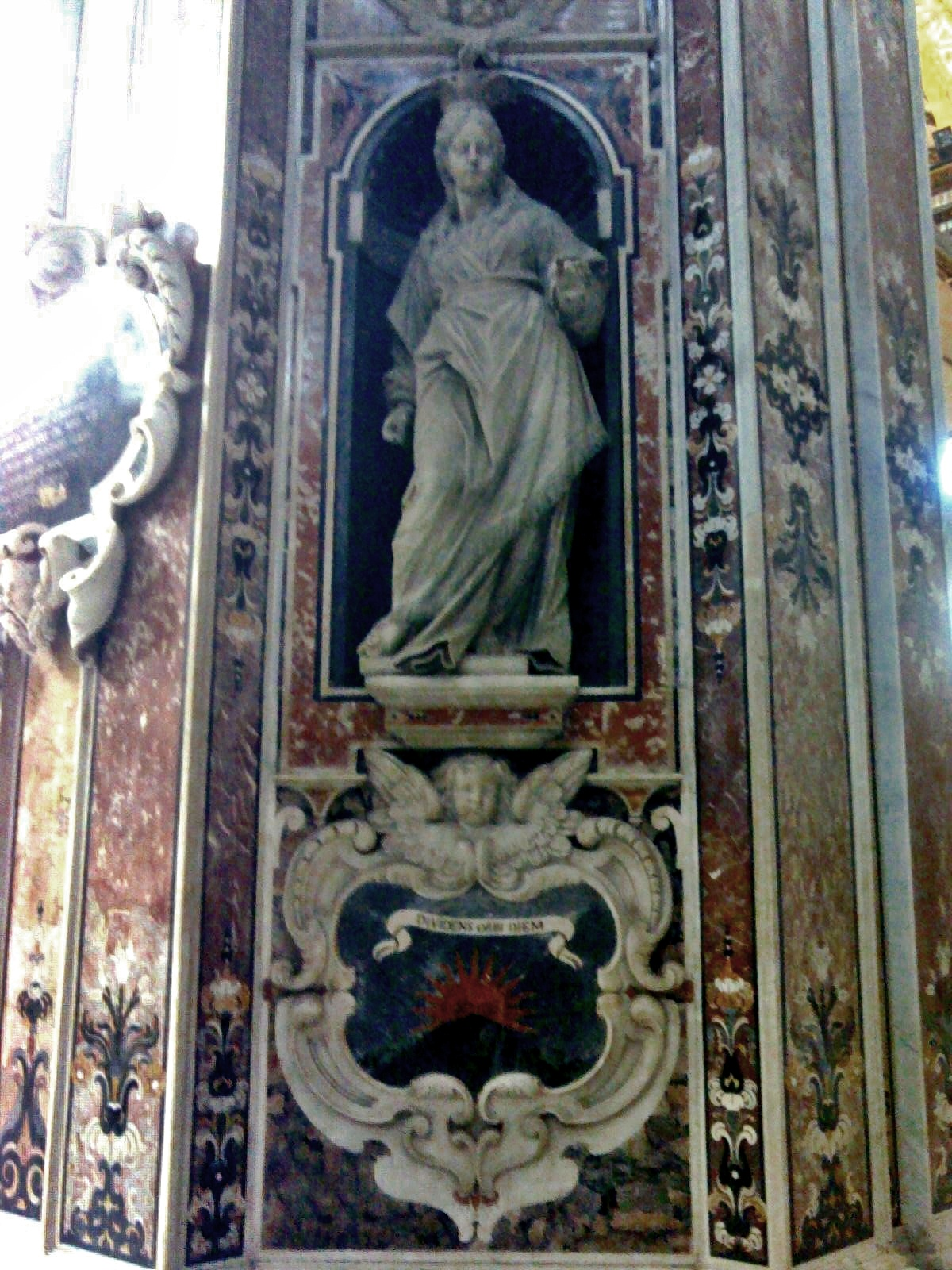
Giustizia (1704), Andrea Falcone e Nicola Mazzone
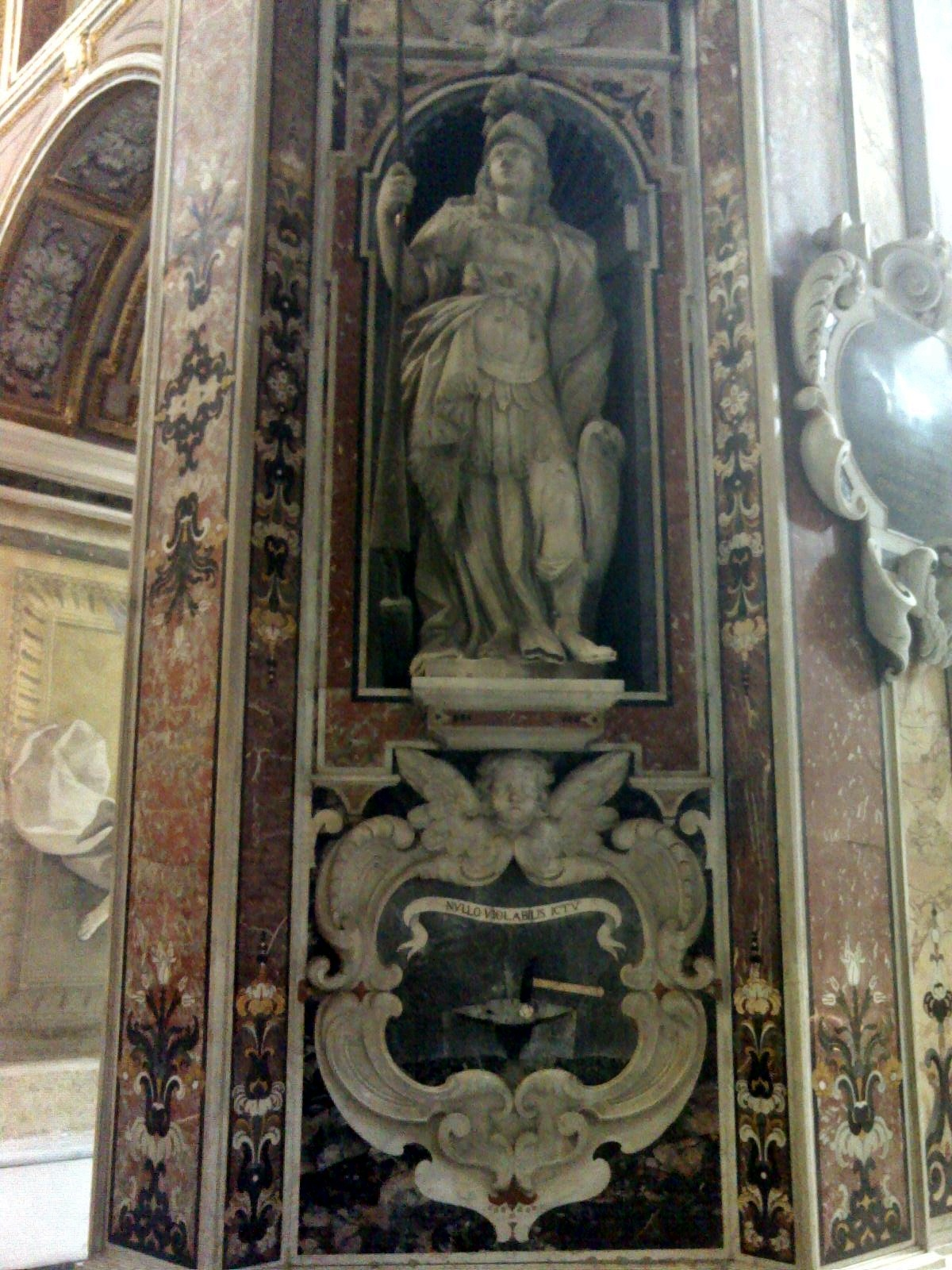
Fortezza (1704), Nicola Mazzone

La Temperanza, di cui non si ha certezza se realizzata da Bartolomeo Mori o da Andrea Falcone, fu eseguita nel 1667. La scultura è caratterizzata da una figura femminile con un orologio a mensola, simbolo della misurazione del tempo come autocontrollo. Gli emblemi sopra e sotto la statua sono rispettivamente una colomba dorata atta a raccogliere gocce di rugiada, il cui motto recita “Rore coeli contenta” [Ripieno della rugiada del cielo] e, nel cartiglio, il fiore del giglio e una falena del baco da seta con l'iscrizione “Sat mihi flores” [Mi accontento dei fiori].
La Prudenza, di Andrea Falcone del 1667, è rappresentata con un elmo con foglie di gelso avvolte intorno e un serpente nella mano destra. In alto è la fenice nel suo fuoco, prima di risorgere a nuova vita, con la dicitura “Purius ut gignam” [Il più puro che produco]. Il secondo emblema entro il cartiglio raffigura invece una colomba che domina un serpente: “Prudentior quia simplicior” [Più prudente perché più semplice].
La Giustizia, datata 1704, fu inizitata dal Falcone e terminata dopo la sua morte nel 1701 dall'allievo Nicola Mazzone. É citata nel contratto come rappresentazione della Giustizia Divina, pertanto la virtù teneva in origine nelle mani (oggi perdute) una spada e una bilancia entrambe di ferro, realizzate dal medesimo argentiere che compì il cancello di ottone della cappella, mentre la sua testa è ornata da una corona dove più sopra una colomba le confida per l'appunto l'attributo divino. Due emblemi accompagnano l'allegoria, entrambi del Mazzone: in alto c'è la scritta “Inviolata fides” [Fede inviolabile] con la bilancia, mentre nel cartiglio in basso è il sole che sorge dietro una collina con la scritta “Dividens orbi diem” [Dividere la giornata mondiale].

La Fortezza è eseguita da Nicola Mazzone nel 1704 su un modello in gesso del Falcone ed è rappresentata con un aspetto ben fortificato, quindi con accanto un'armatura, una lancia, un el

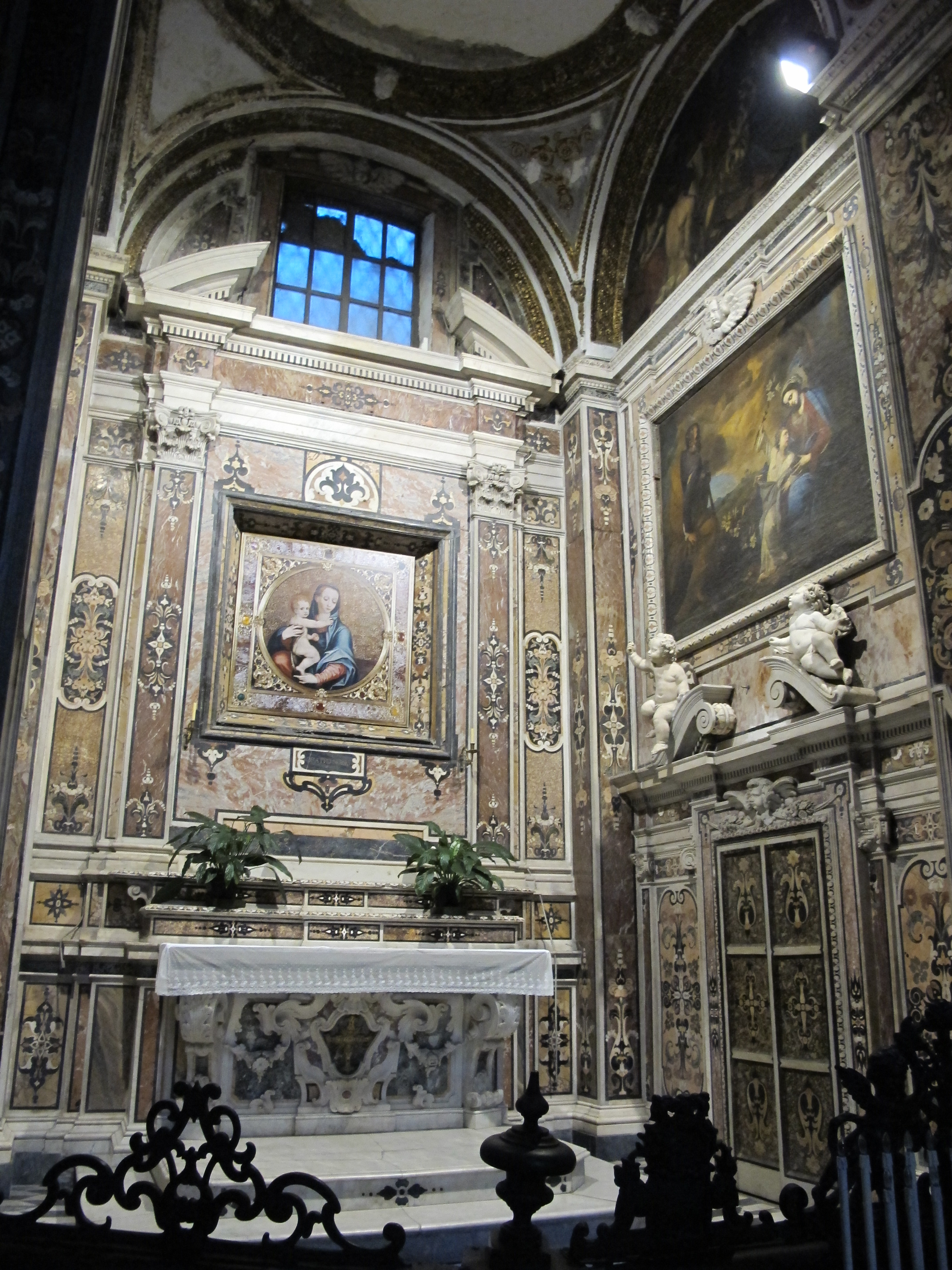
La parete frontale e destra della cappella

mo e uno scudo. Sopra la nicchia è l'emblema della quercia mossa dai venti con l'iscrizione “Valido cum robore” [Con forza potente]. Nel cartiglio inferiore è raffigurato un diamante adagiato su un'incudine con il martello atto a colpirlo, di cui il motto “Nullo violabilis ictu” [Non può essere distrutta da nessuno colpo].

### La cappella

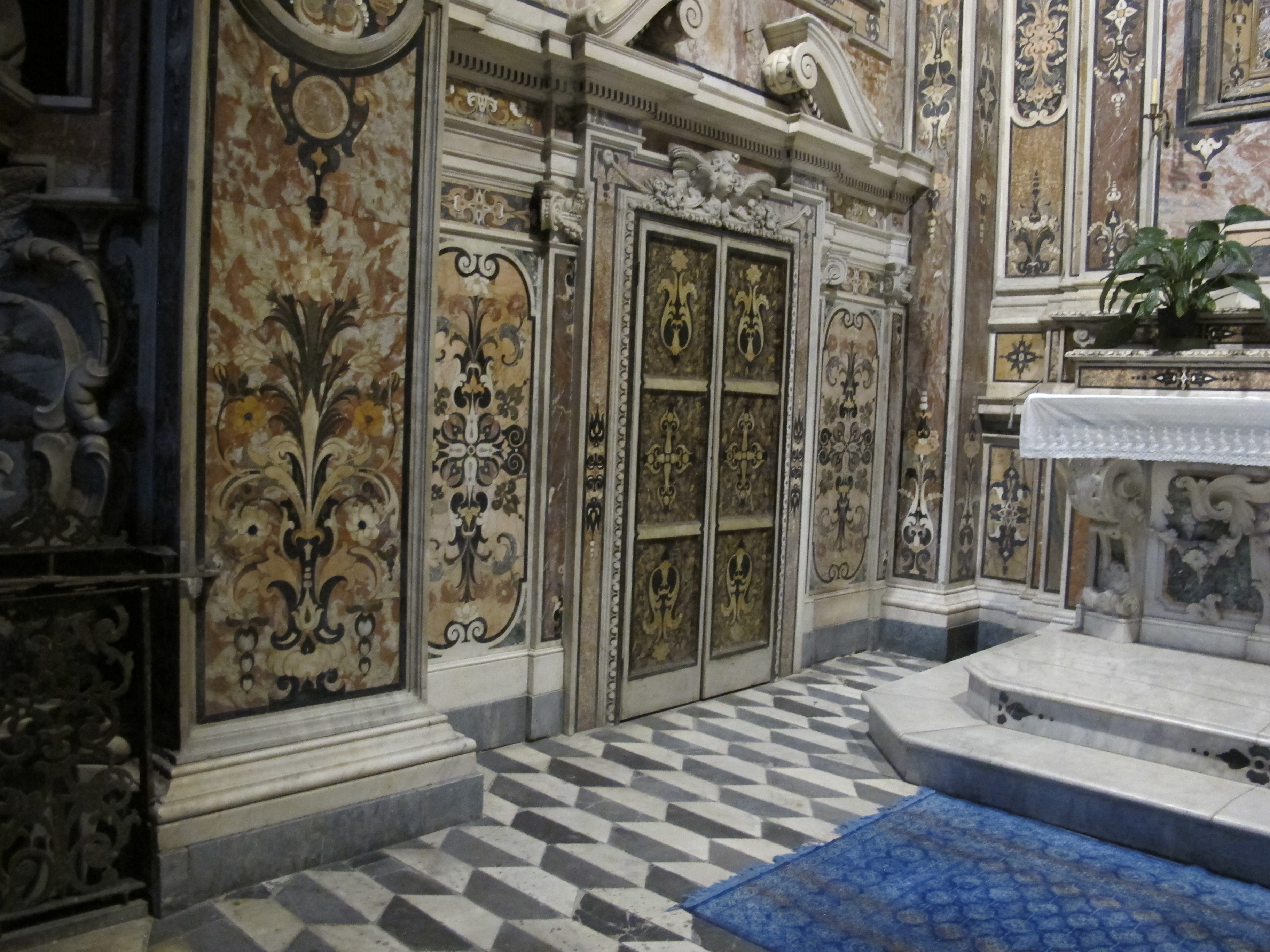
Dettaglio della parete sinistra della cappella

La tela da cui prende il nome la cappella, a cui è intitolato il culto, è la Madonna della Purità di Luis de Morales. La scena vede Maria con suo figlio seduto sulle sue ginocchia mentre le tiene dolcemente il velo. Il Bambino guarda direttamente lo spettatore, Maria abbassa invece lo sguardo come in un gesto di modestia e timidezza. I colori ridotti (blu tenue e rosso, garofano chiaro) su fondo oro punzonato evocano un effetto iconico alla scena, che infatti sarà copiata a più riprese dagli artisti locali, su tutti da Pacecco De Rosa.
L'opera oggi è presente nel convento e non è visibile al pubblico; quella in cappella risulta essere infatti una copia dell'originale.
Tutto l'ambiente rispetta il tema della "purità", infatti molti sono gli elementi circostanti che si ricollegano alla tela di Morales, come il giglio, ribadito nei marmi commessi, nella cancellata in ottone e anche nei soggetti dei dipinti laterali raffiguranti con Storie della Vergine nelle pareti laterali, di cui due di Massimo Stanzione, la Concezione della Vergine a sinistra e il Riposo durante la fuga in Egitto a destra, e due di Pacecco De Rosa, nelle lunette sovrastanti, quindi la Natività della Vergine a sinistra e la Presentazione di Gesù al Tempio a destra.
La cupola, invece, era decorata da un ciclo di affreschi sull'Assunzione della Vergine compiuta sempre dallo Stanzione. Di questa decorazione tuttavia non resta alcuna traccia, ancorché una guida ottocentesca della cappella descrive l'opera già in pessime condizioni di lettura.
La cancellata in ottone che delimita l'ingresso è invece opera progettata da Giovan Domenico Vinaccia.